# پالاجیانلو
پالاجیانلو (به ایتالیایی: Palagianello) یک کومونه در ایتالیا است که در استان تارانتو واقع شده‌است. پالاجیانلو ۴۳٫۲۷ کیلومتر مربع مساحت و ۷٬۸۹۲ نفر جمعیت دارد و ۱۳۰ متر بالاتر از سطح دریا واقع شده‌است.